# Cecilia de Franța
Cecilia de Franța (n. 1097 - d. după 1145) a fost una dintre fiicele regelui Filip I al Franței cu Bertrada de Montfort.
Historia Regum Francorum Monasterii Sancti Dionysii amintește de "Philippum et Florum et filiam unam" ca fiind copil al lui "Philippus rex [et] Fulconi Rechin Andagavorum comiti uxorem", precizând ca nenumita fiică s-a căsătorit cu "Tanchredus Anthiochenus". Ascendența sa este consemnată de către cronicarul Guillaume de Tyr, care de asemenea amintește de cele două căsătorii ale sale.

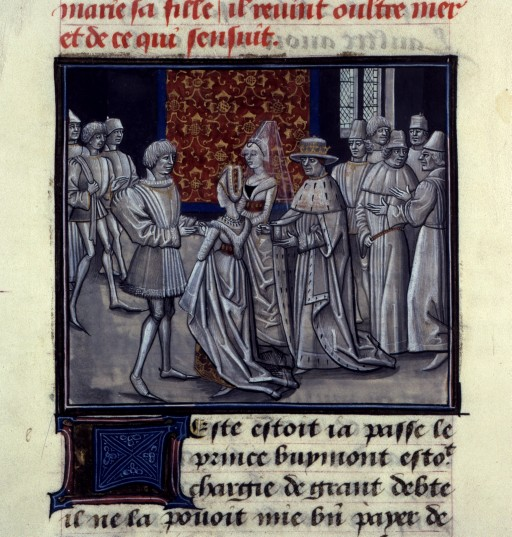
Căsătoriile fiicelor lui Filip I, miniatură din manuscrisul Historia al cronicarului Guillaume de Tyr, manuscris conservat la Biblioteca Națională a Franței.

Prima sa căsătorie a fost aranjată în timpul vizitei principele Bohemund I de Antiohia la curtea Franței, în 1106, pentru a găsi sprijin împotriva împăratului bizantin Alexios I Comnen. Cu această ocazie Bohemund s-a căsătorit cu Constance de Franța și a negociat căsătoria Ceciliei de Franța cu nepotul său, Tancred de Taranto, principe de Galileea și regent al Antiohiei.
Ea a călătorit pe mare către Antiohia la sfârșitul anului 1106 și, prin căsătoria sa cu Tancred, a devenit doamnă de Tarsus și de Mamistra, în Cilicia armeană. Această căsătoria nu a produs niciun copil.
Aflat pe patul de moarte, în 1112, principele Tancred i-a promis lui Pons de Tripoli, fiul contelui Bertrand de Toulouse că i-o încredința pe Cecilia ca soție, Tancred oferindu-i acesteia fortărețele Arcicanum și Rugia ca zestre. Căsătoria cu Pons a avut loc în 1115. În 1133, pe când Pons se afla asediat în castelul său din Montferrand de către Zengi, atabeg de Mosul, Cecilia a făcut apel la fratele ei vitreg, regele Fulc al Ierusalimului, pentru a-i veni în ajutor. Zengi a renunțat la asediu, însă pe parcursul unui al doilea asediu, în 1137, Pons a fost capturat și ucis. El a fost succedat de fiul avut cu Cecilia, Raimond al II-lea. Cecilia a murit după 1145.

## Copii cu Pons de Tripoli
- Raimond, devenit conte de Tripoli
- Filip (n. 1126–d. 1142)
- Agnès (d. înainte de martie 1183), căsătorită cu Renaud al II-lea, senior de Marqab